# NASAMS

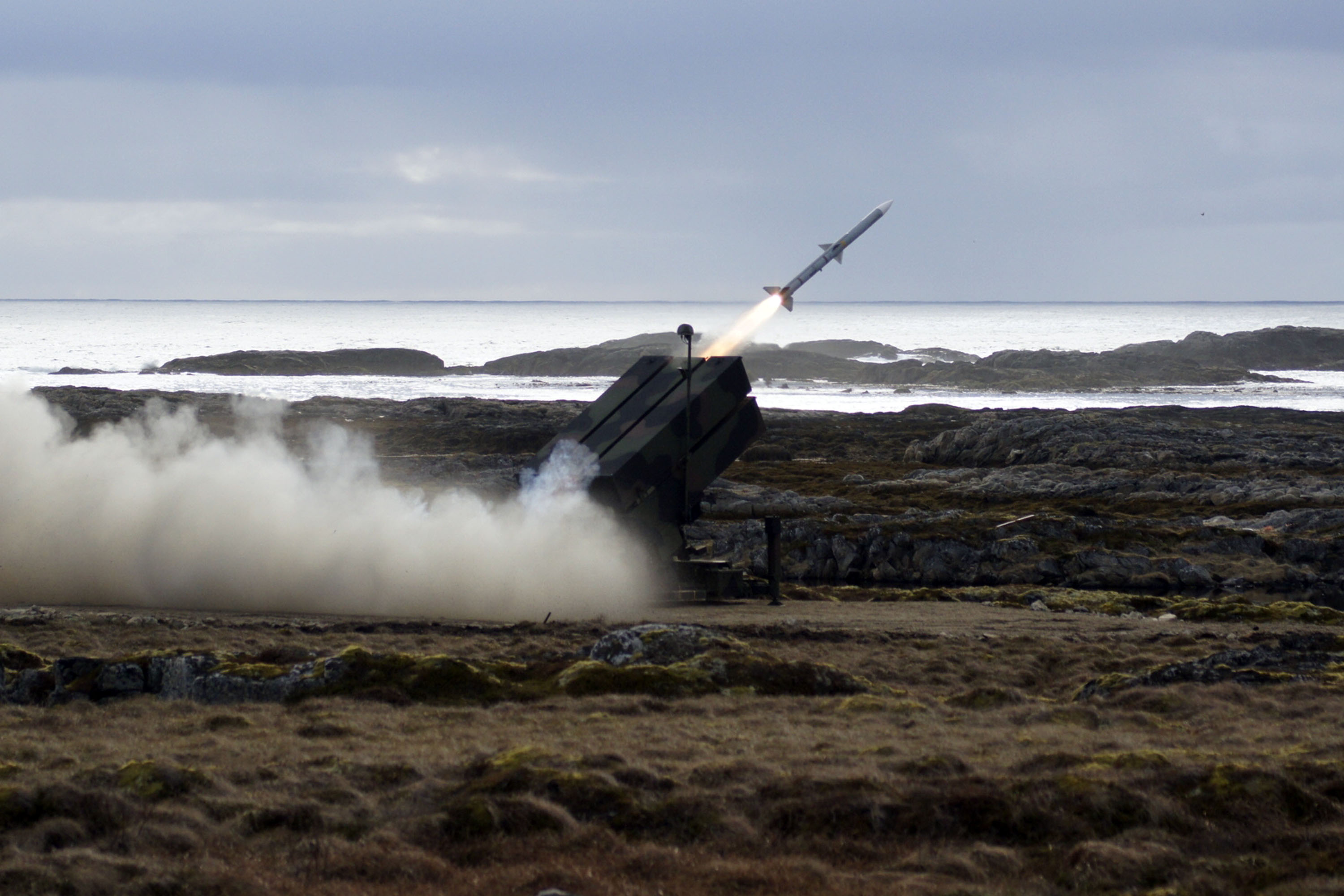
NASAMS1發射AIM-120 AMRAAM

挪威先進地對空導彈系統（英語：Norwegian Advanced Surface-to-Air Missile System）又稱國家先進地對空導彈系統（National Advanced Surface-to-Air Missile System），簡稱NASAMS，是一種分散式網路化的中短程陸基防空飛彈系統，由挪威的孔斯贝格国防与航空航天和美国雷神技術公司開發。此款防空飛彈系統可防禦無人航空載具 (UAV)、直升機、巡弋飛彈、無人戰鬥航空載具 (UCAV) 和固定翼飛機。

## 改為地對空飛彈

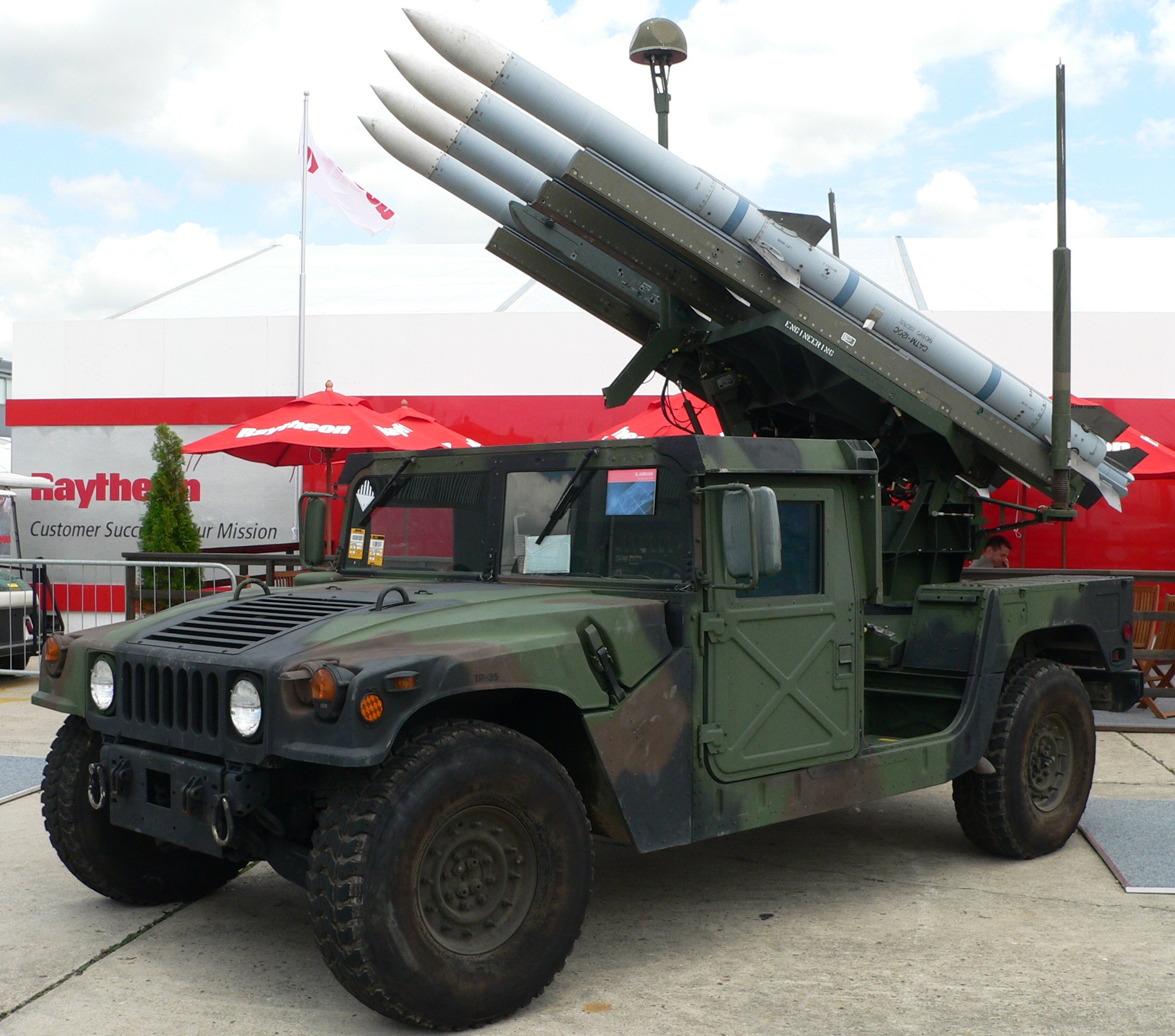
車載版AIM-120 AMRAAM，全名為美國首都區域防空系統(National Capital Region's air defense system)，分別裝備四枚AIM-120 AMRAAM與兩枚AIM-9X Sidewinder

雷神技術公司原設計將四枚AIM-120先進中程空對空飛彈與兩枚AIM-9X響尾蛇飛彈合併改為新型防空飛彈系統，將發射器裝設在悍馬車上，飛彈接收另外一具雷達傳遞過來的初始導引訊號（可能來自於一具AN/MPQ-64 哨兵雷達或是愛國者飛彈的AN/MPQ-53單脈沖體制多功能相控陣對空搜索雷達），攔截低空近距離目標，而由愛國者飛彈負責高空遠程的目標。飛彈自地面發射時的射程會短於空射，這是因為發射時載具沒有速度與高度的緣故，這套系統被稱作「SLAMRAAM」（意指「地面發射的AMRAAM」），後成為美國的首都區域防空系統(National Capital Region's air defense system) 。
後來孔斯贝格国防与航空航天（Kongsberg Defence & Aerospace）與雷神技術公司共同開發NASAMS，讓其成為第一款實用化的陸基AMRAAM應用，整套系統包括可由地面車輛拖曳的發射器（每具發射器有6枚飛彈）、雷達和控制中心。目前總共有7個國家使用NASAMS，包括美國的首都區域防空系統、挪威、芬蘭、西班牙、丹麥等國)。而NASAMS也是目前北約國家中最廣泛部署的中短程防空飛彈系統。

#### NASAMS 1

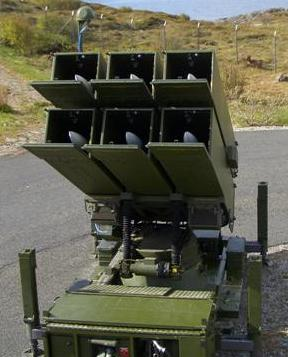
NASAMS1防空飛彈系統發射器

#### NASAMS 2

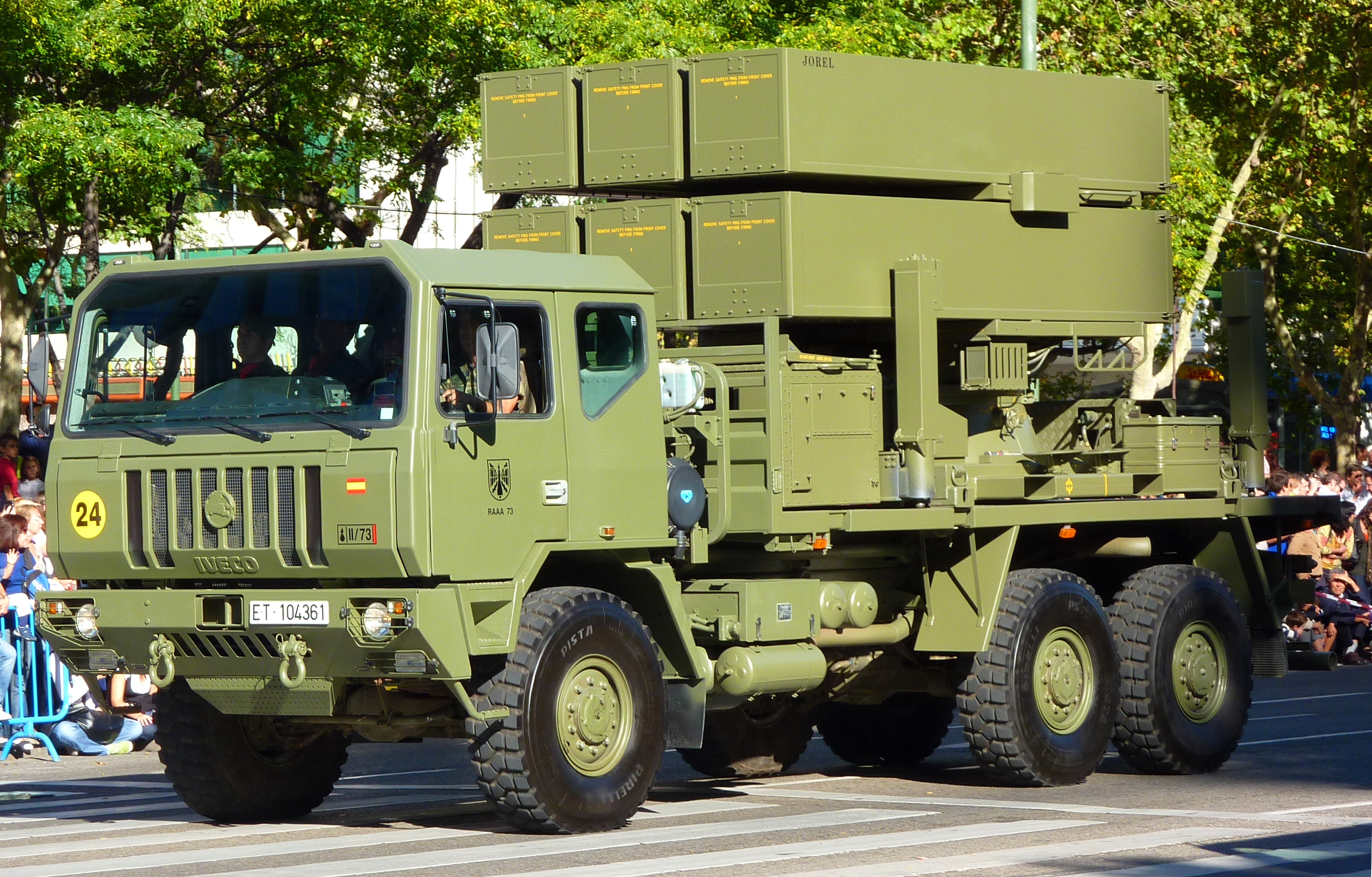
西班牙的NASAMS2車載防空飛彈系統發射車

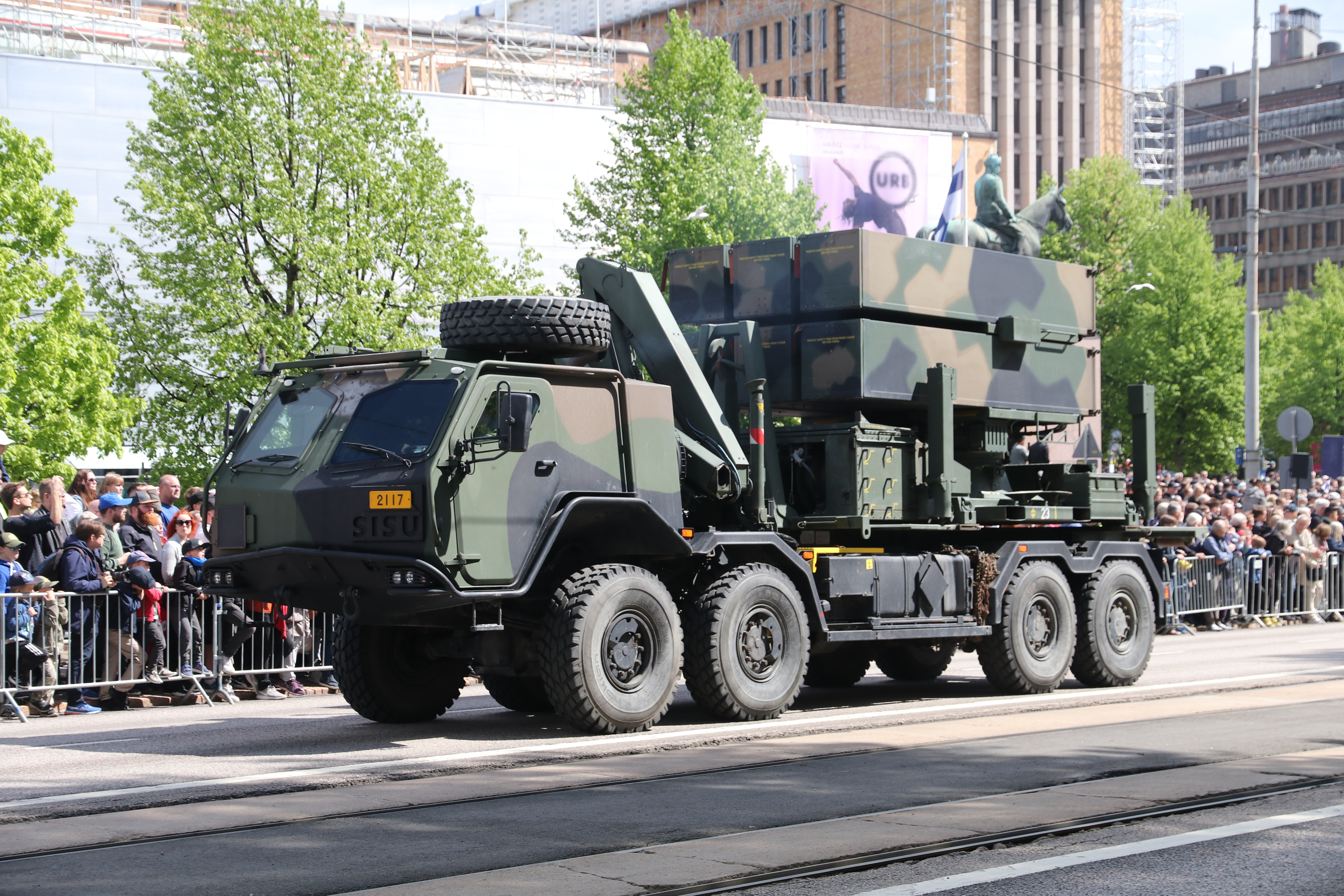
芬蘭的NASAMS2車載防空飛彈系統發射車

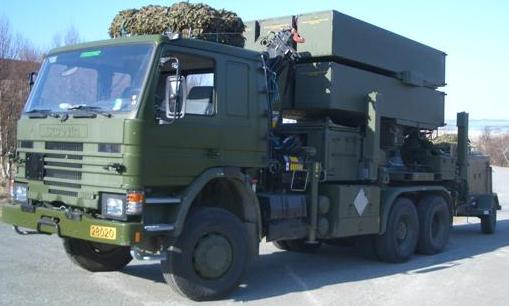
荷蘭的NASAMS2車載防空飛彈系統發射車

#### NASAMS 3

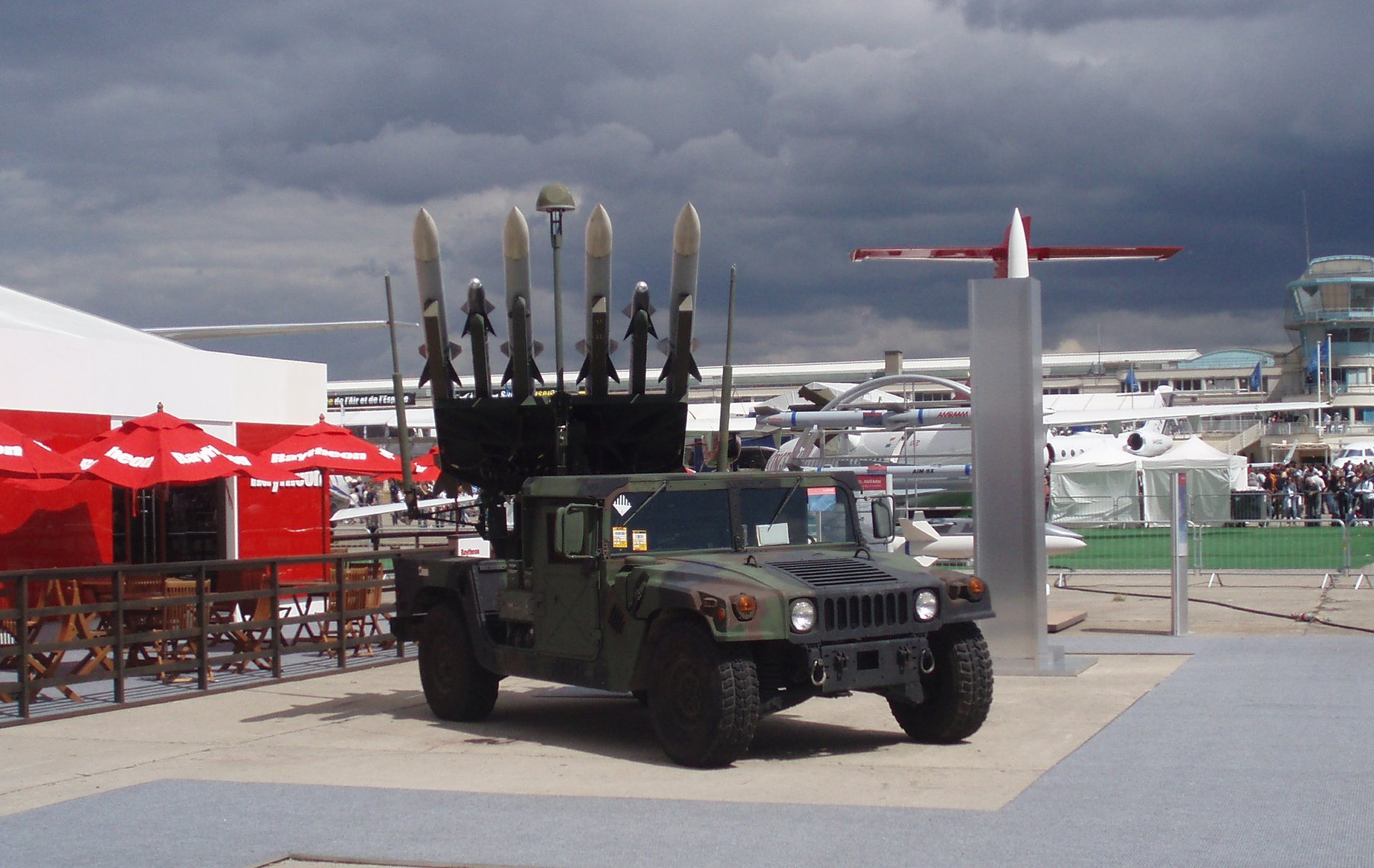
美國首都區域防空系統(National Capital Region's air defense system)為NASAMS3車載防空飛彈系統，發射車裝備之飛彈改為四枚AIM-120 AMRAAM與兩枚AIM-9X Sidewinder，此部署方式可更好有效的進行中短程攔截入侵空域之目標

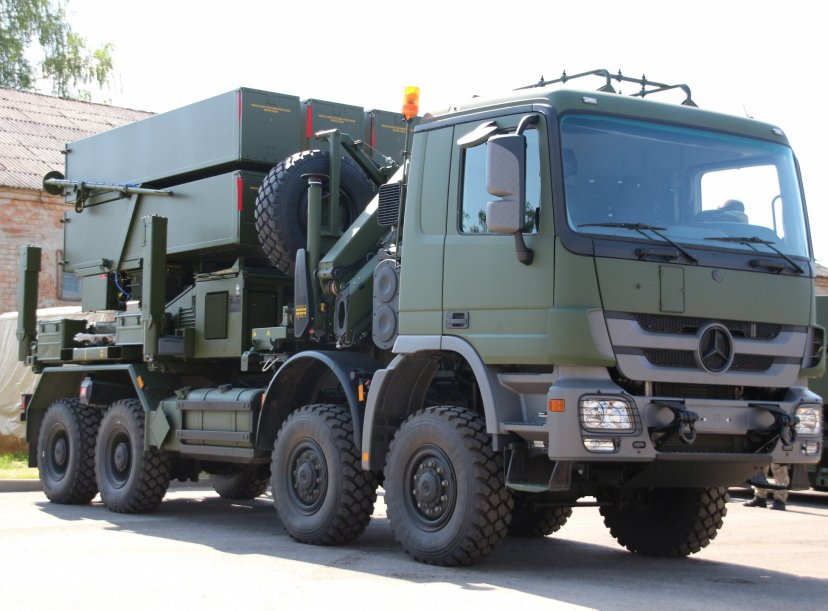
立陶宛的NASAMS3車載防空飛彈系統發射車

## AMRAAM-ER

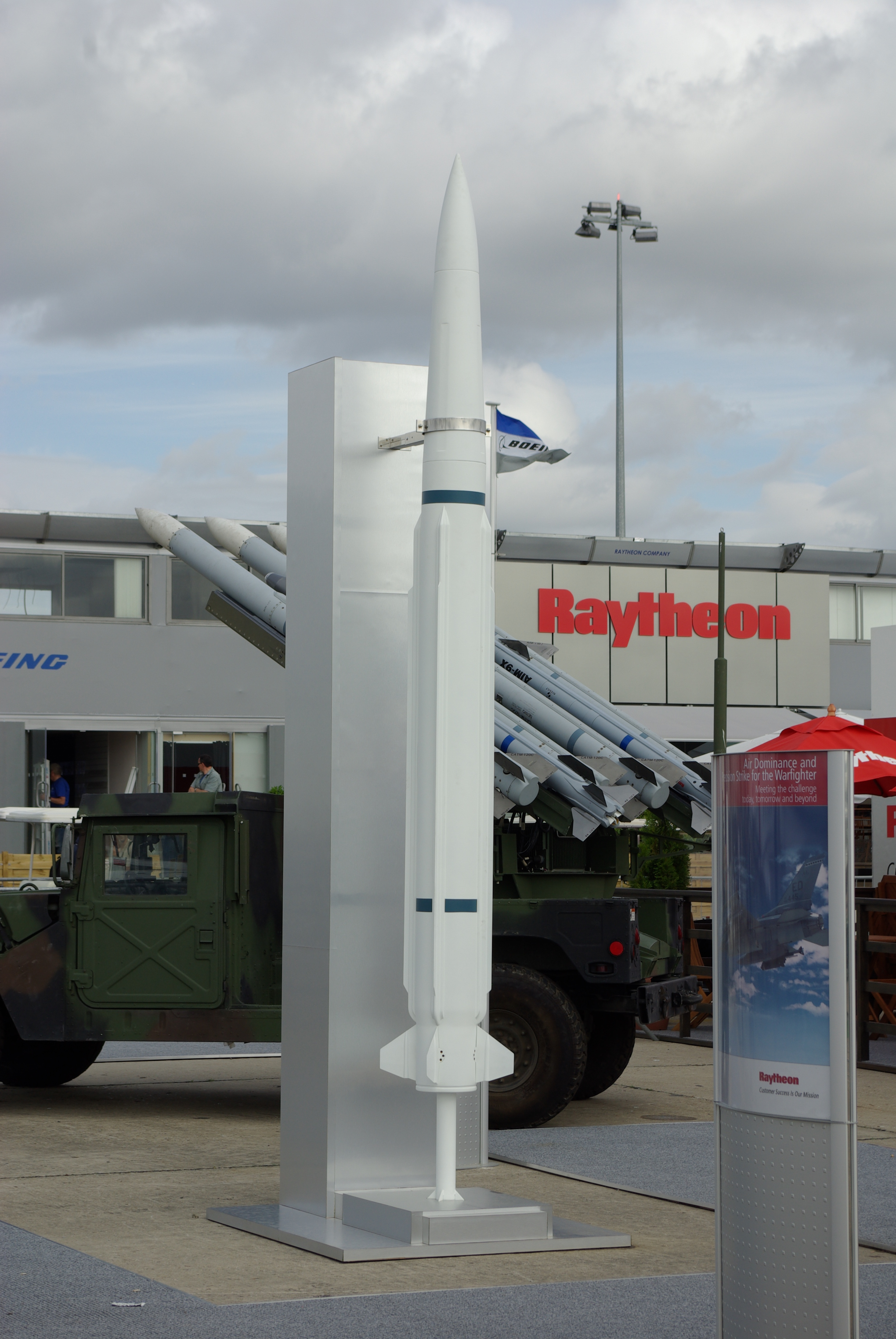
一枚AMRAAM-ER(Advanced Medium Range Air-to-Air Missile Extended Range)地對空飛彈模型

AMRAAM-ER是AMRAAM的增程版本，2016年10月4號，雷神技術公司在挪威首次成功試射了最新版的AMRAAM-ER飛彈。這次試射是結合了AMRAAM-ER飛彈、NASAMS的發射器、Sentinel Radar、Fire Distribution Center(FDC)，作為NASAMS和新的飛彈的相容性以及飛彈本體的飛行測試，這次測試中裝有彈頭的AMRAMM-ER飛彈成功擊落了靶機。AMRAAM-ER的特色是在原先的AMRAAM的導引和裝藥部的基礎上換裝了RIM-162進化型海麻雀飛彈（RIM-162 Evolved SeaSparrow Missile, ESSM）的火箭推進器來增加射程及射高，以強化NASAMS的性能，同時又必須符合經濟效益，這次測試中也證明了NASAMS中更新過的FDC可以有效的和新的AMRAAM-ER飛彈相容。

## 使用國
- [7]
- 智利
- 芬兰
- 印度尼西亞[7]
- 立陶宛[8]
- 荷蘭
- 挪威[8]
- 阿曼
- 西班牙
- 美国
- 乌克兰[9]
- 中華民國：中華民國空軍規畫對美採購四個連、十六個排的NASAMS系統，以強化重要政經據點、飛彈指揮機制的野戰防空部署。美國政府於2024年10月25日宣布出售三個連的NASAMS 3型與123枚AMRAAM-ER[10][11][12]。